# Алфред фон Тирпиц
Алфред Петер Фридрих фон Тирпиц (на немски: Alfred Peter Friedrich von Tirpitz) е германски гросадмирал, главен създател на Германския военноморски флот през 17-те години, предшестващи Първата световна война, и влиятелна личност по време на управлението на Вилхелм II.

## Ранен живот и издигане във властта
Тирпиц е роден на 19 март 1849 г. в Кюстрин в семейството на пруски адвокат и по-късно съдия. Израства във Франкфурт на Одер. Самоопределя се като посредствен ученик. Записва се в Пруския флот през 1865 г., учейки във военноморското училище в Кил. Завършва през 1869 г. и след като служи като командир на група миноносци, той демонстрира техническите си умения и съставя тактическите принципи, които се разработват систематично, когато става началник-щаб на Военноморското главно командване.
През 1895 г. е повишен на контраадмирал и е изпратен да командва ескадра крайцери в Източна Азия в периода 1896 – 1897 г. Той избира Циндао за бъдеща германска военноморска база в Китай. През юни 1897 г. Тирпиц е назначен за държавен секретар на Имперските военноморски сили. Това Назначение бележи началото на многогодишно нарастване на германския флот в сътрудничество с император Вилхелм II.
През 1898 г. Тирпиц внася закон за реорганизация на германските военноморски сили, който предвижда активна сила от 1 флагмански кораб, 16 линейни кораба, 8 бронирани кораба за брегова охрана, 9 големи и 26 малки крайцера, които да са готови до 1904 г. Такава военноморска сила се счита за достатъчно силна за ограничени офанзиви в случай на война срещу Франция и Русия. През 1900 г. Тирпиц внася втори закон, който предвижда далеч по-амбициозна задача – да се създаде по-голям, океански флот. Той, обаче, така и не е изпълнен. Целта му е да се създаде активен флот до 1917 г., съставен от 2 флагмански кораба, 36 линейни кораба, 11 големи крайцера и 36 малки крайцера. Тирпиц знае как да стимулира обществения интерес към по-големи военноморски сили и като държавен секретар от 1897 г. показва завидни умения като парламентарист. През 1900 г. получава благородническа титла и награден с орден Черен орел. През 1911 г. е повишен на гросадмирал.
Междувременно, дори и военноморският закон от 1900 г. не е предизвикал значителен политически отзвук във Великобритания. Реакциите са по-скоро късни и настъпват едва, когато британците сключват съюз с Франция (1904) и Русия (1907) и започват да произвеждат дредноути в опит да постигнат техническо предимство чрез прекомерно големи кораби. Производствената им програма, обаче, се оказва погрешно преценена, тъй като другите големи сили скоро започват да им подражават. Въпреки това, Великобритания разполага с по-добър старт от Германия и тъй като нейното производство се ускорява за сметка на забавящото се немско такова, към 1914 г. (когато избухва Първата световна война) Великобритания има 46 линейни кораба срещу 29 германски линейни кораба.

## Критики на политиките на Тирпиц
Решаващият въпрос при разглеждането на целите на Тирпиц е дали е добра политика да се разширяват законите на военноморския флот до степен, че те да не могат да бъдат приложени и неизбежно довеждат до политически затруднения. След закона от 1900 г. става ясно, че военноморските сили вече не се считат само за отбранителна сила, но и за съюзнически актив по време на мир. Кайзер Вилхелм II и Тирпиц се надяват чрез финансов и военен натиск да принудят Великобритания да разхлаби съюзите си. Но когато британският военен министър Ричард Халдейн пристига в Берлин през 1912 г. за преговори, политически отстъпки от Великобритания вече не могат да се набавят. По това време Германия вече е забавила темпото си от 4 кораба на година и е изоставила надпреварата във въоръжаването с Великобритания. Следователно, военноморската политика на Тирпиц вече не представлява заплаха, макар да е възможно тя да е продължавала да играе значителна роля в съзнанието на британското общество по това време.
Колкото и нетърпеливо да очаква Флотът на отркитото море да влезе в сражение през Първата световна война, Тирпиц осъзнава, че, имайки предвид многократно числено превъзхождащата военноморска сила на Антантата, политиката му на възпиране на евентуална атака се е провалила и че условията за решителна морска битка са неблагоприятни за Германия. Дори и неограничената подводна война, която той одобрява и срещу която врагът няма ефективен отговор, има само временен ефект. Изправен срещу все по-голяма опозиция, Тирпиц си прави правилния извод от провала на плановете си и подава оставка през март 1916 г. Той наблюдава с безпокойство падането на морала в страната си. Заедно с Волфганг Кап той основава патриотичната Германска отечествена партия през септември 1917 г., но тя има само малки влияние върху все по-изтощената от война държава. След края на войната, Тирпиц е депутат от Германската национална народна партия в Райхстага от 1924 до 1928 г. Обаче, тъй като обстоятелствата напълно са се променили, той вече няма силата да убеждава. Пенсионира се в Горна Бавария, където умира на 6 март 1930 г.

## Наследство
Тирпиц е модерен военноморски офицер за времето си. Той има добри познания за света, отдаден ум и активен интерес към технологиите. Обсебен е от работата си и издига принципите си до статута на доктрина. Продължителното и последователното изпълнение на военноморските му закони взема връх над технологичните, тактичните и политическите съображения. Военноморското строителство и влиянието му определя ролята на военноморските сили и, съответно, политическата им стойност, а не обратно. Под негово ръководство германският флот става вторият най-голям в света след британския, а Тирпиц създава ефективно военно оръжие, което така и не влиза в действие по начина, по който е предвидено и накрая се разпада от само себе си.